# امبرونای
امبرونای (به فرانسوی: Ambronay) یک کمون در فرانسه است که در Canton of Ambérieu-en-Bugey واقع شده‌است.

## خصوصیات
امبرونای ۳۳٫۵۵ کیلومترمربع مساحت و ۲٬۳۲۸ نفر جمعیت دارد و ۲۴۶ متر بالاتر از سطح دریا واقع شده‌است.

## نگارخانه

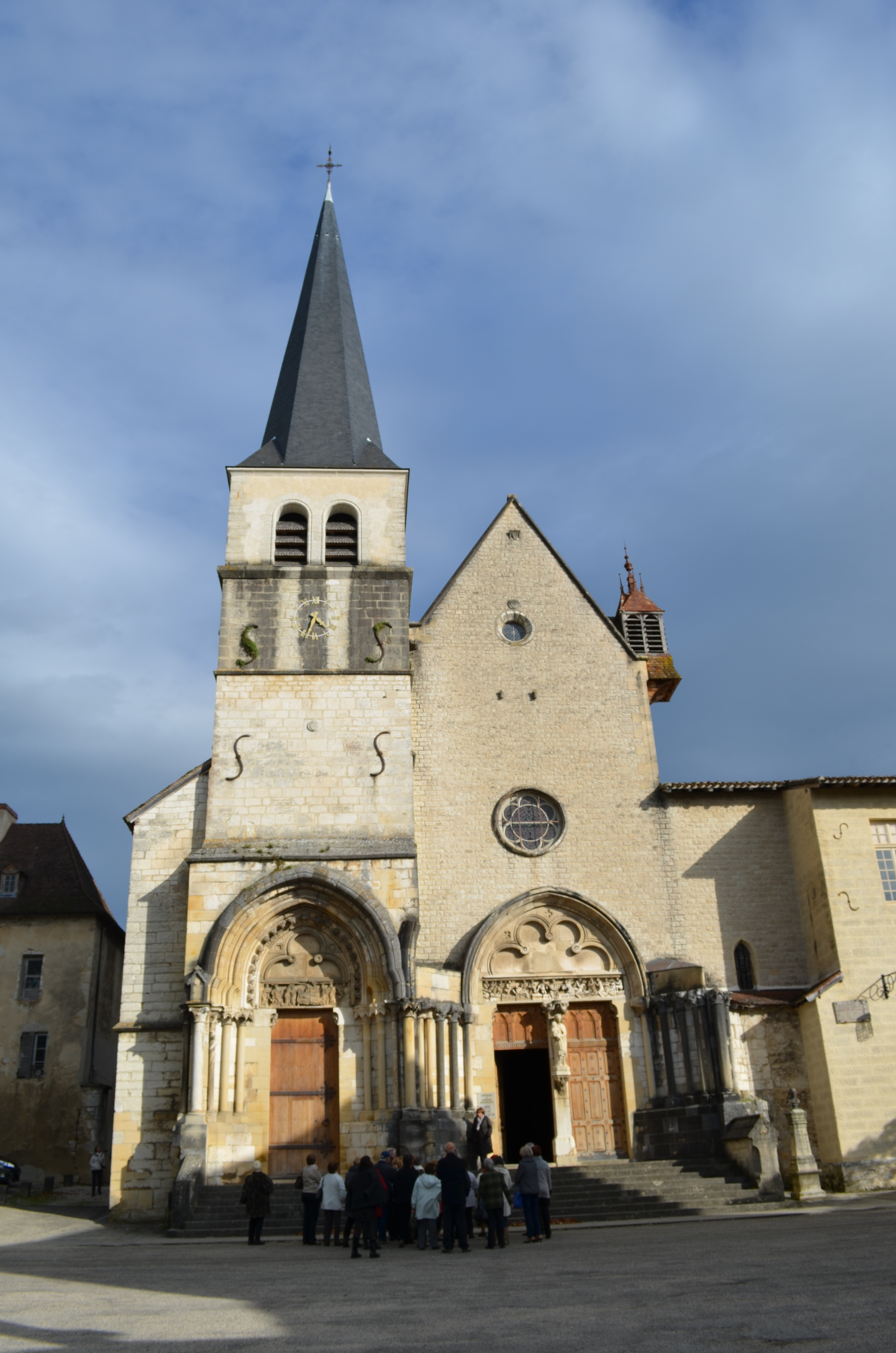
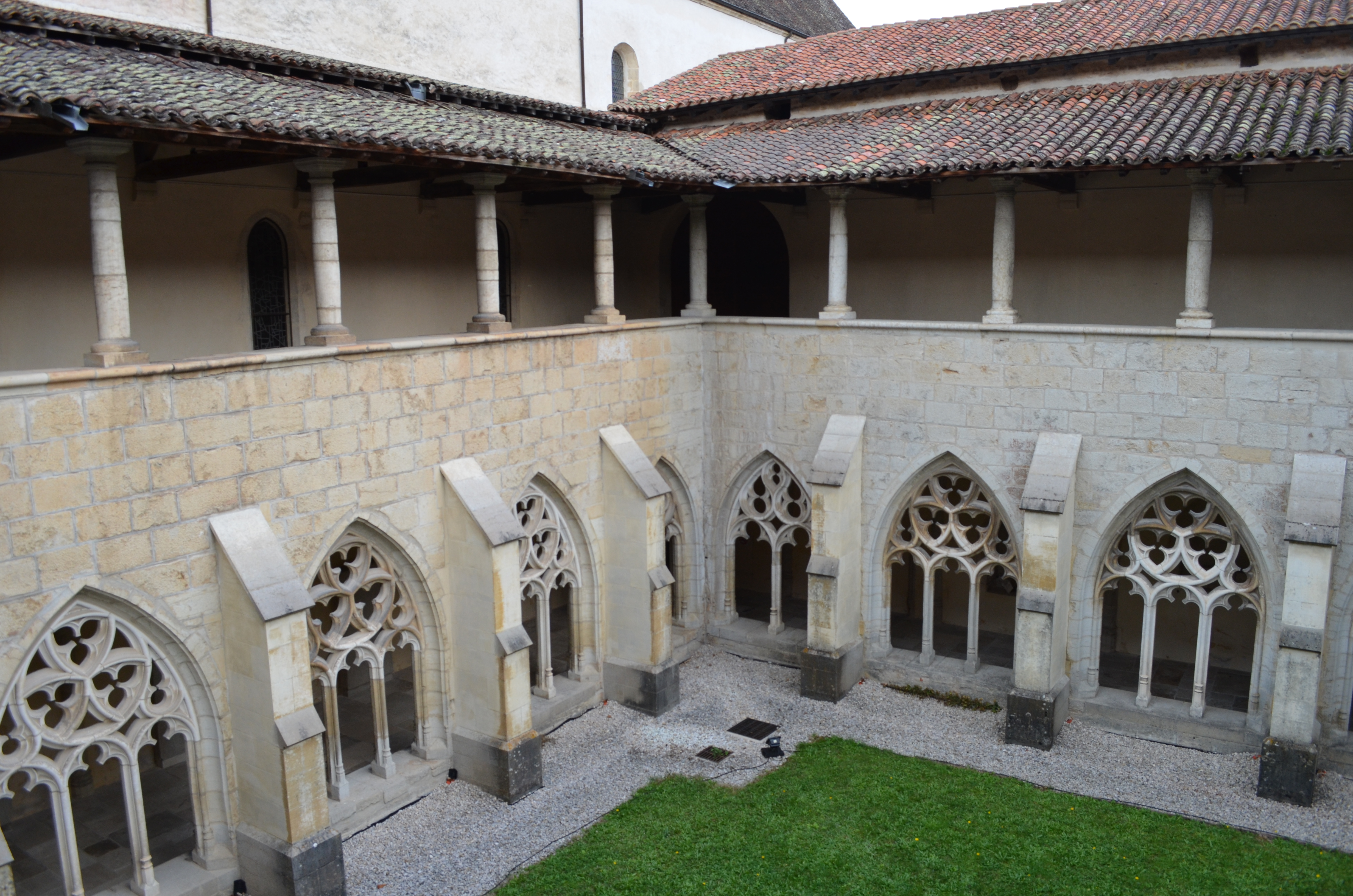
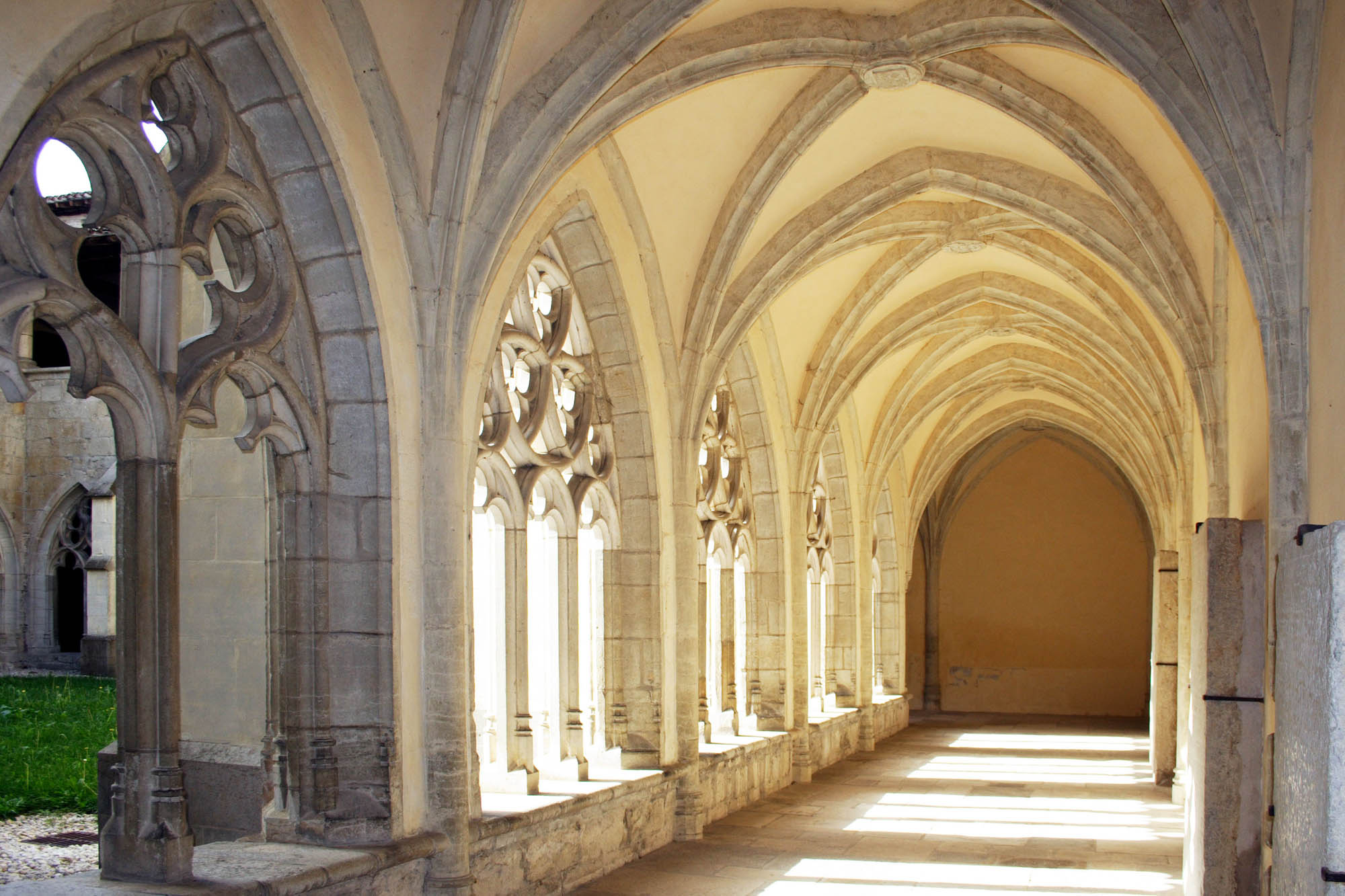
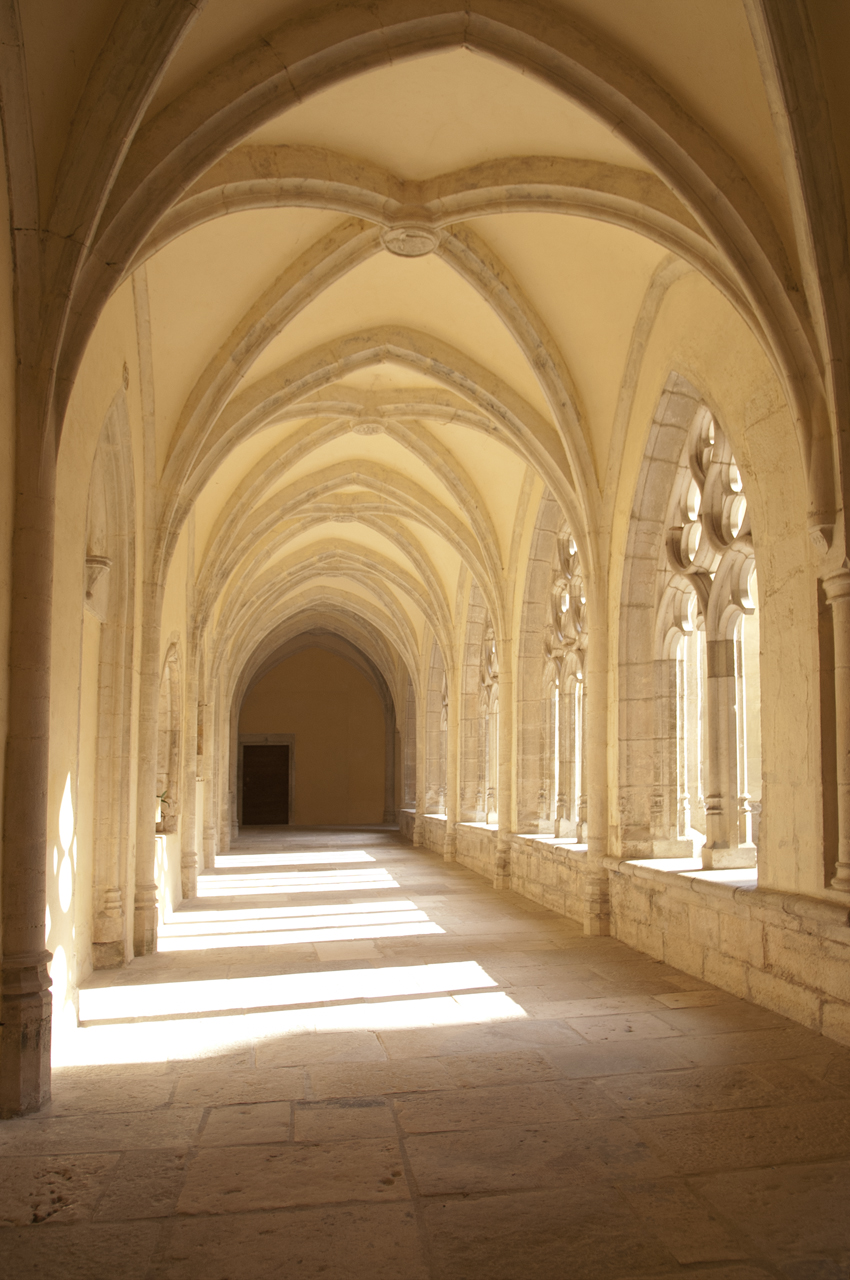
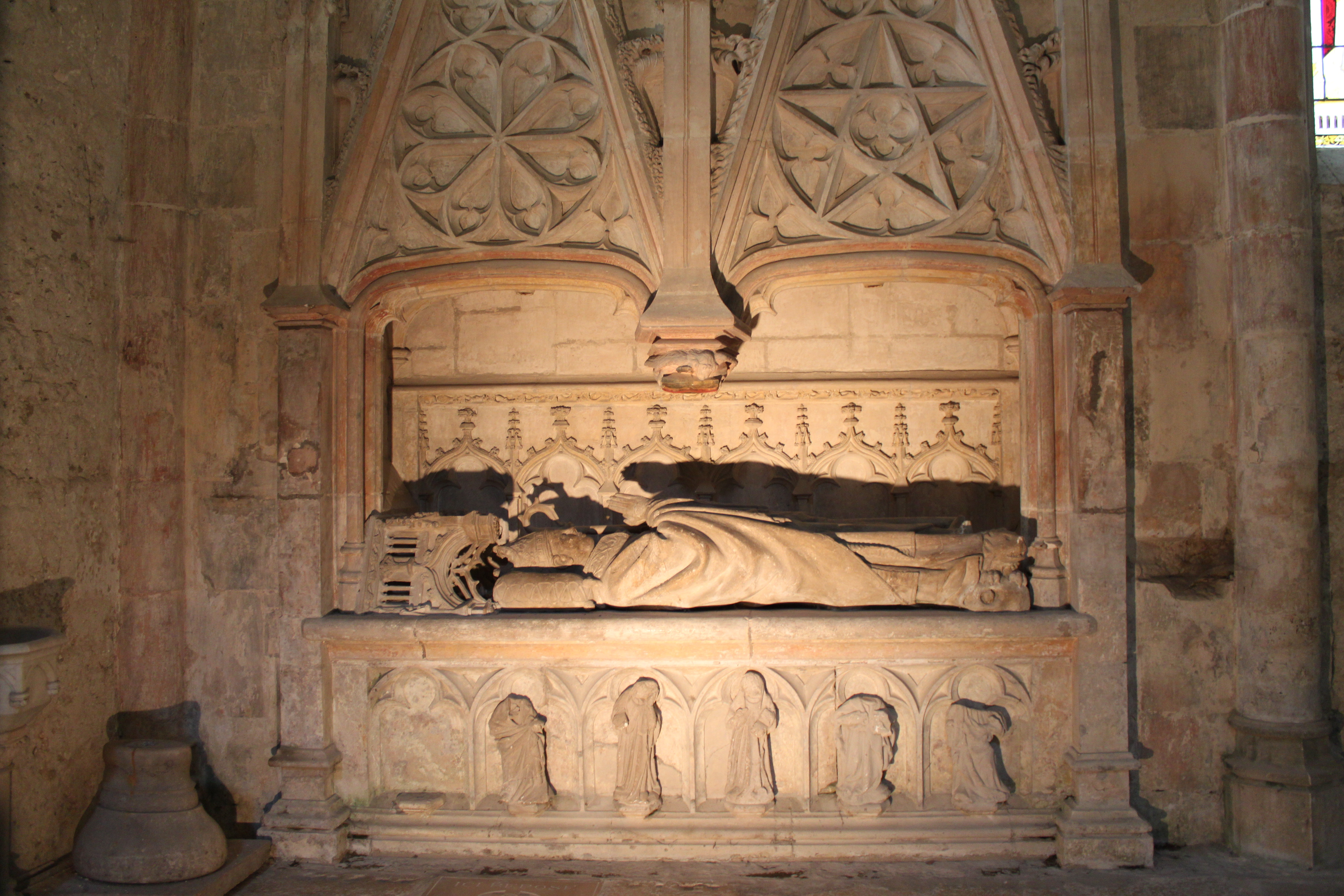
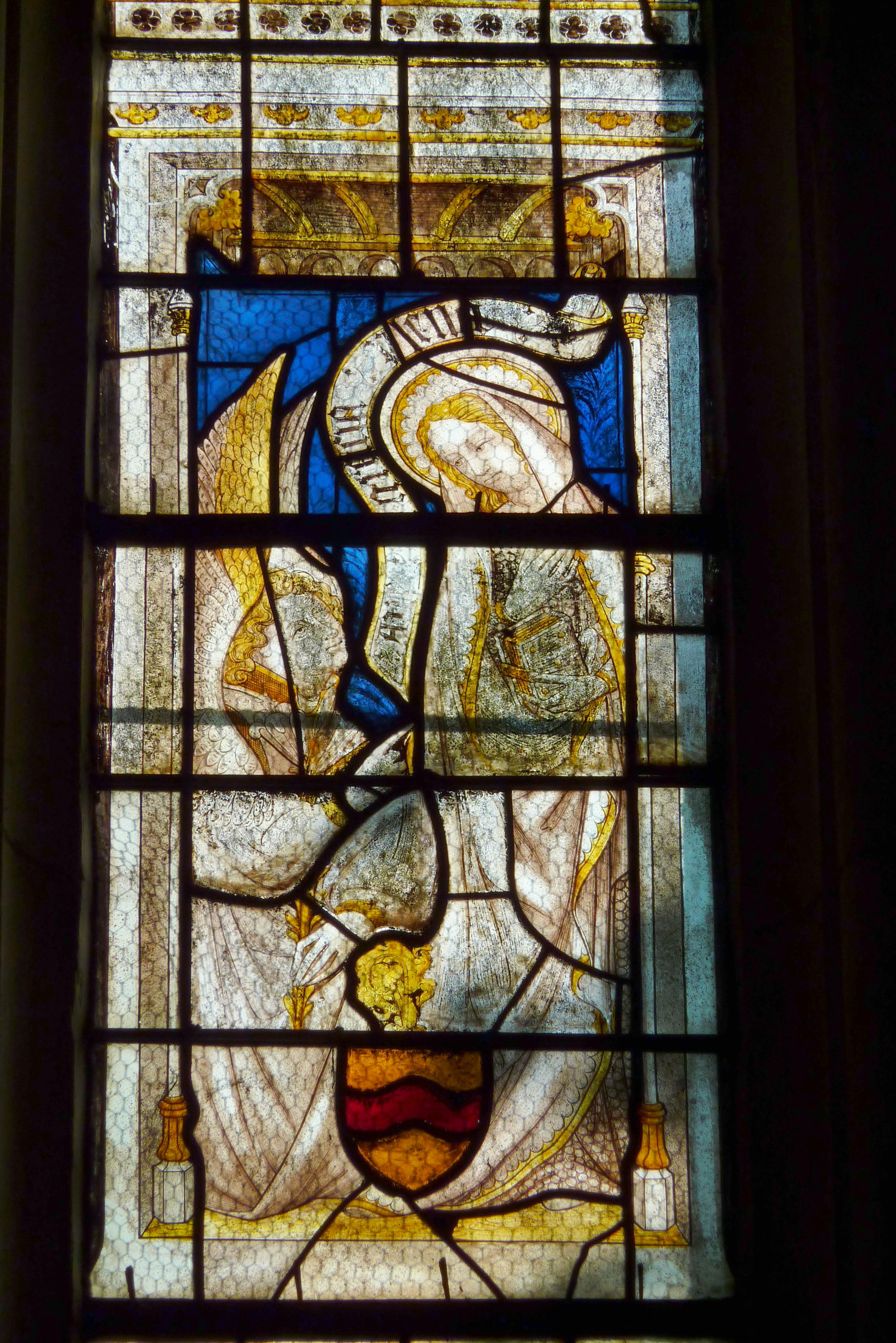
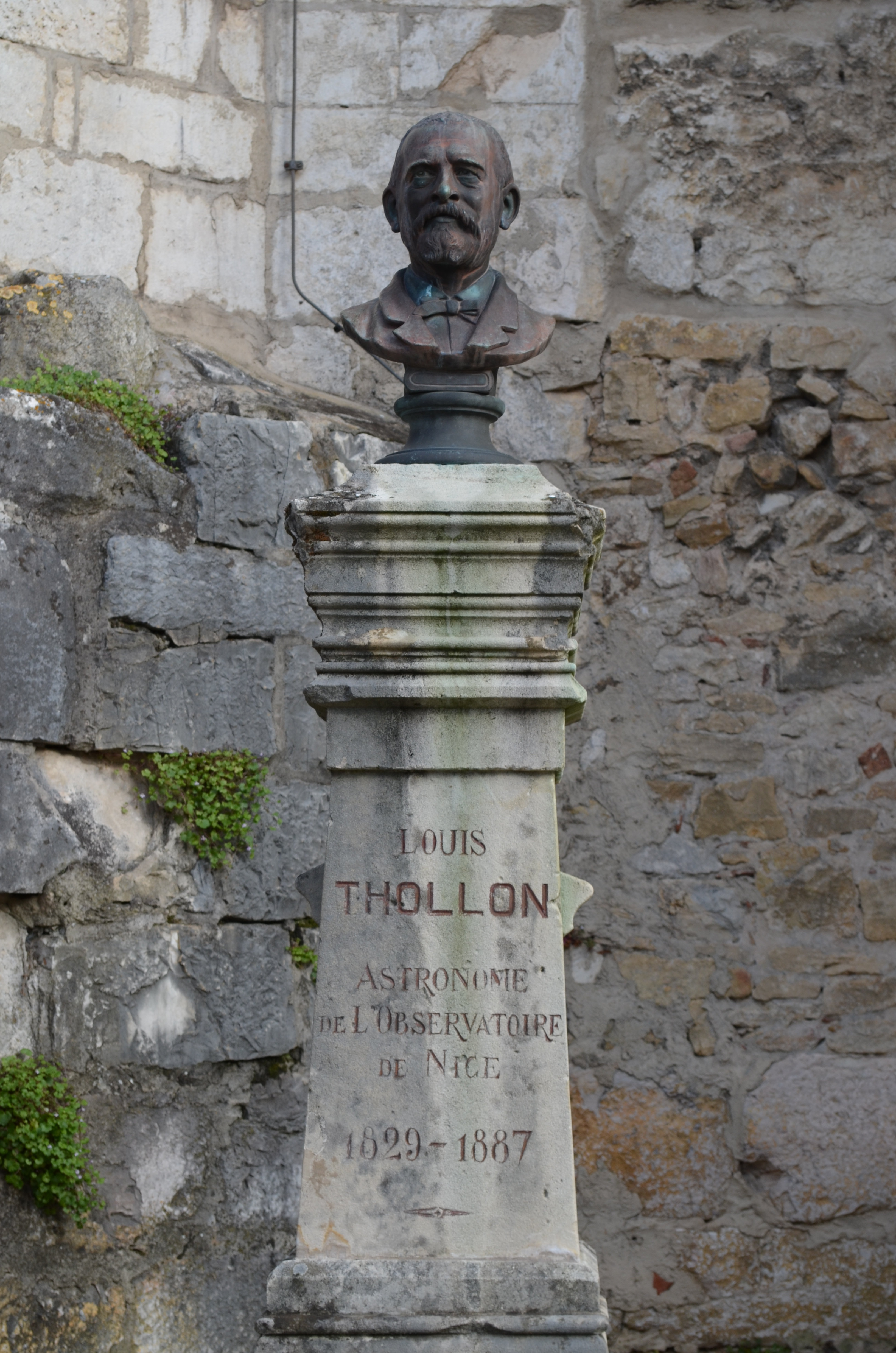
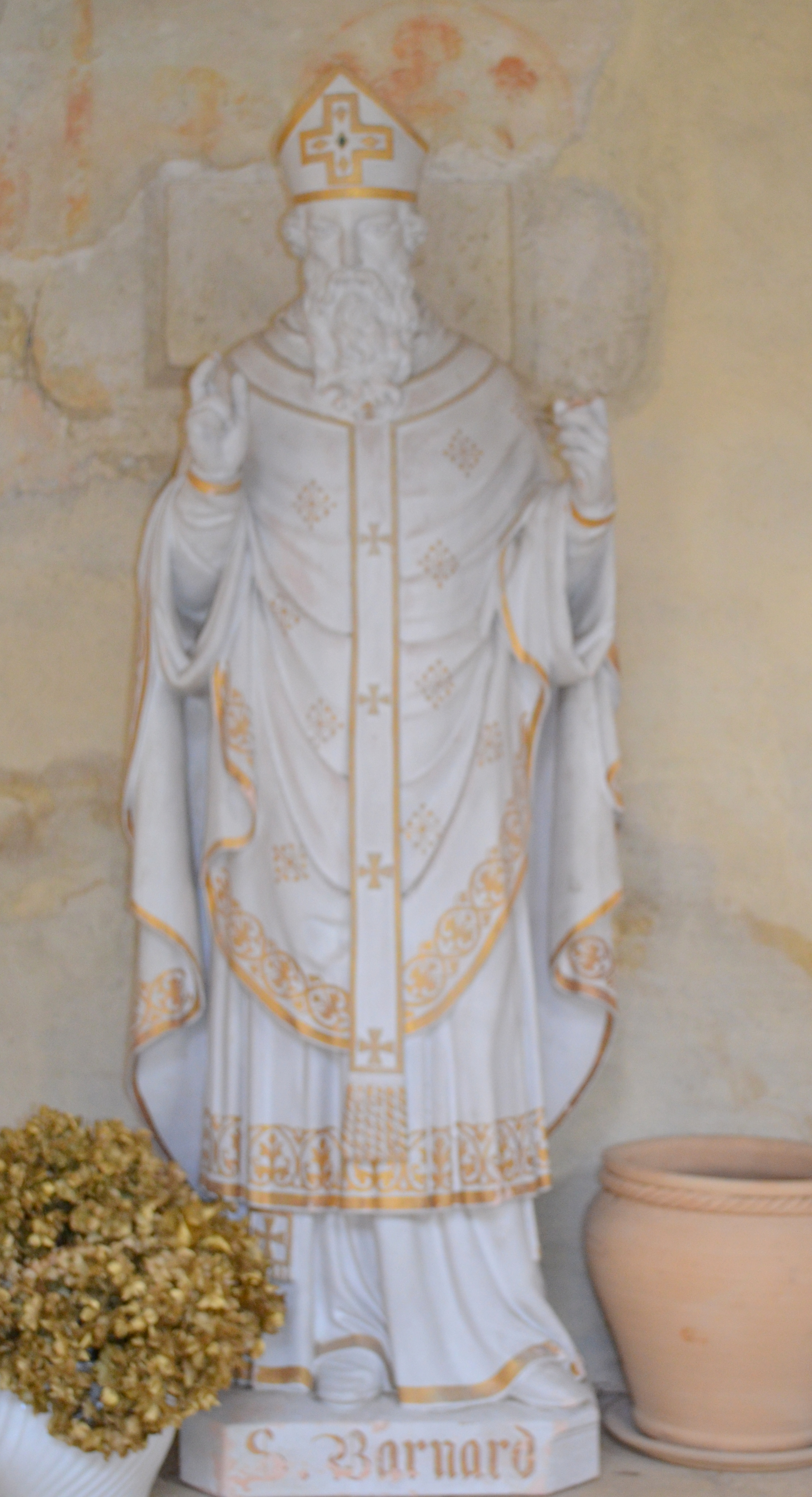
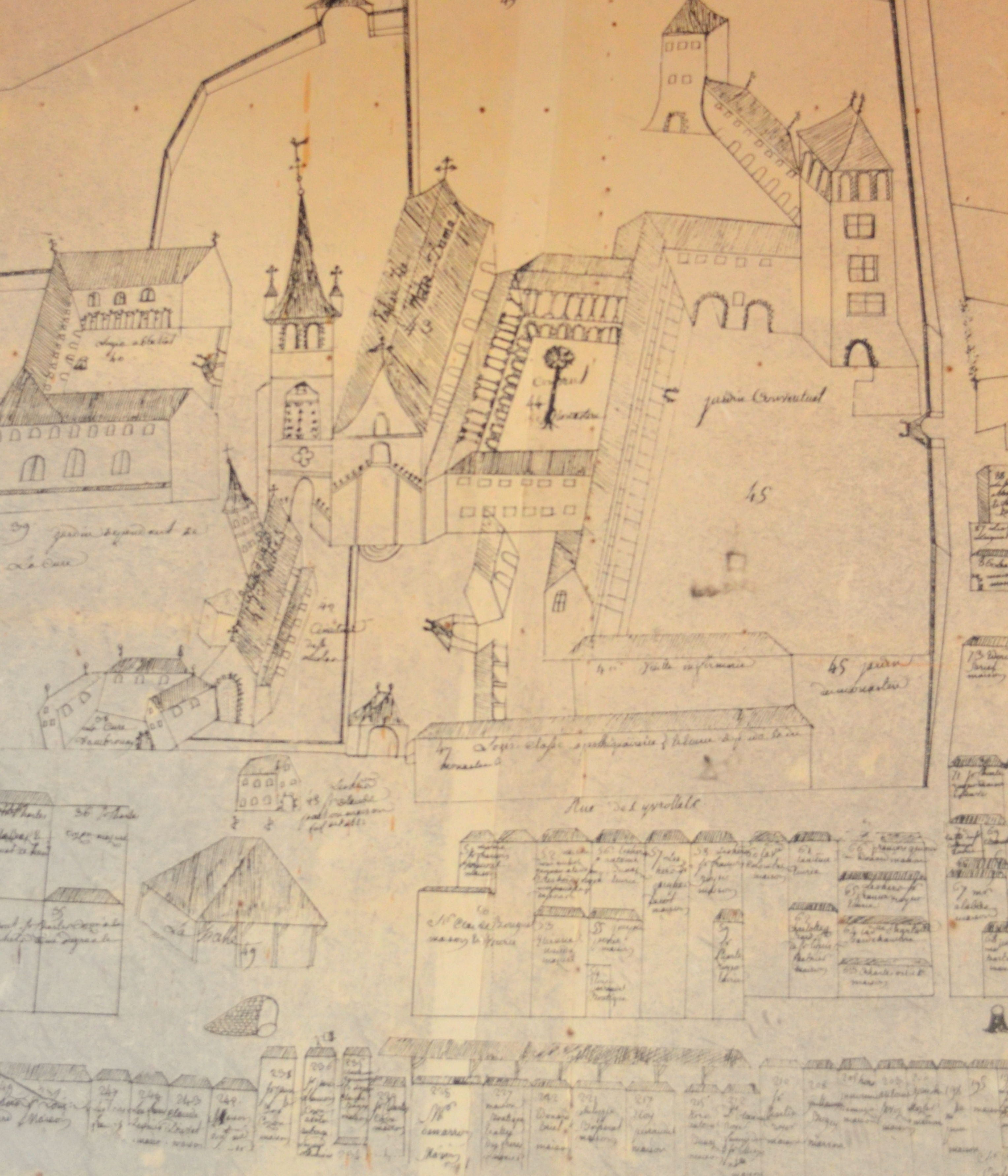
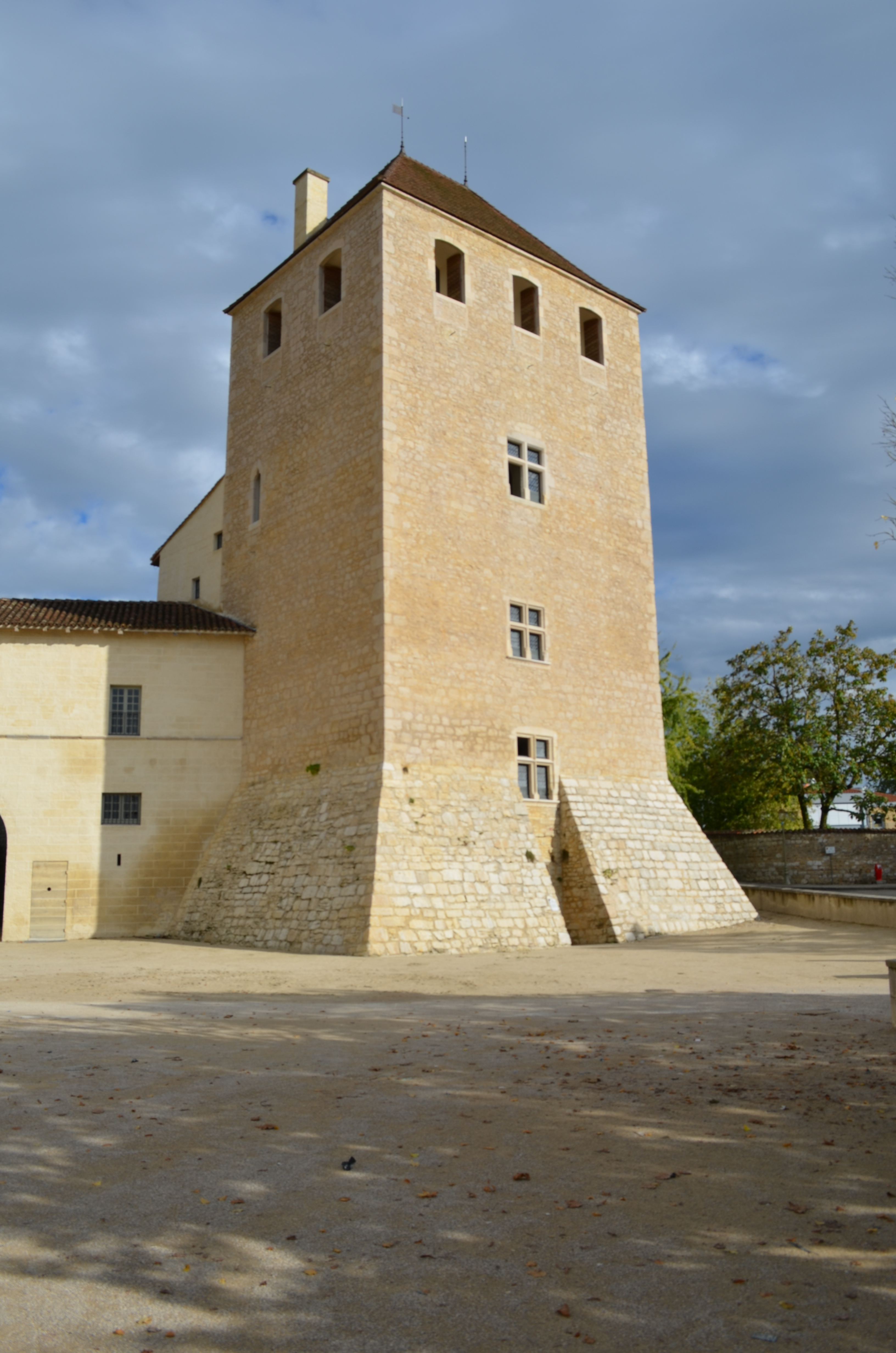
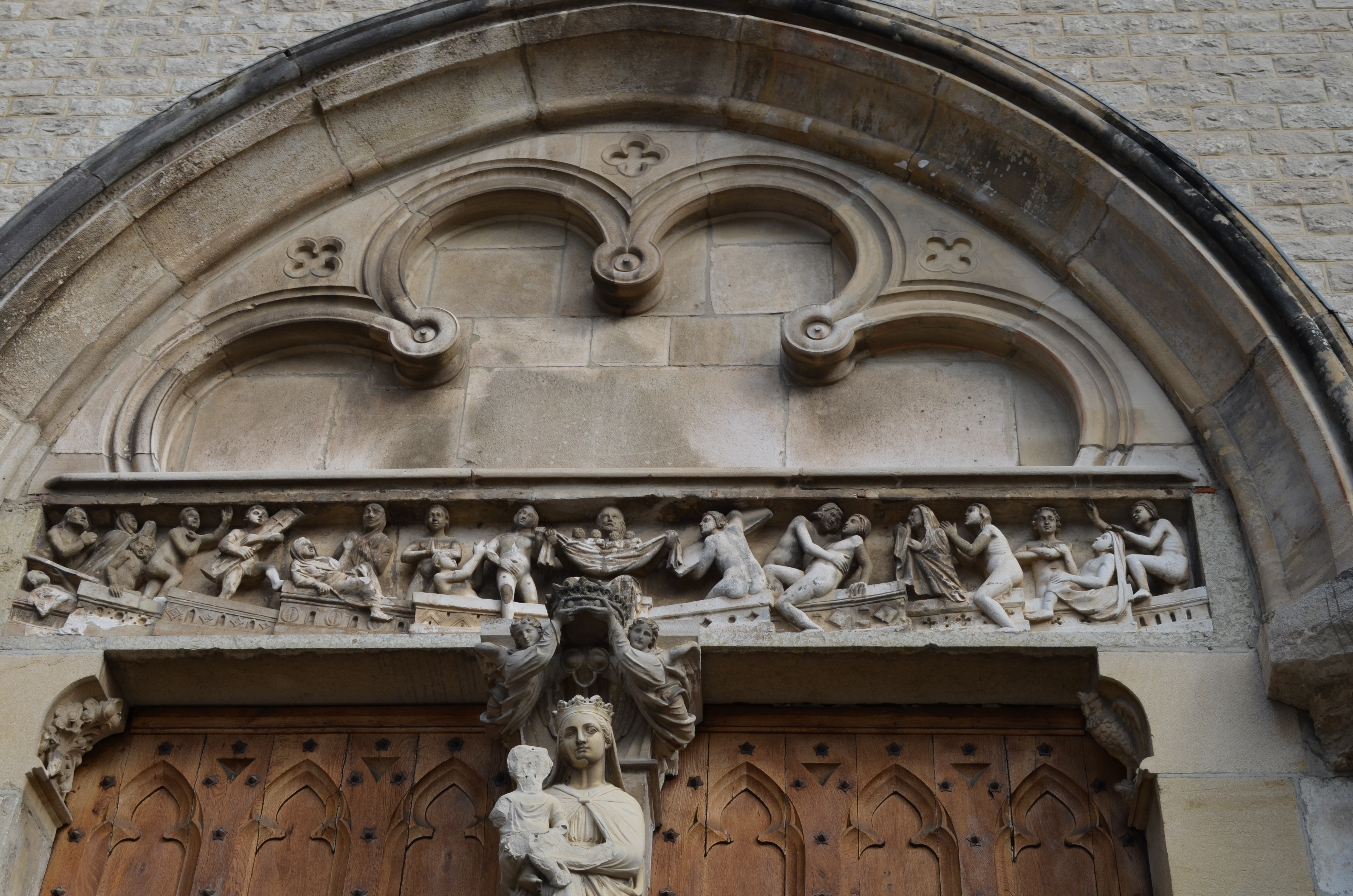
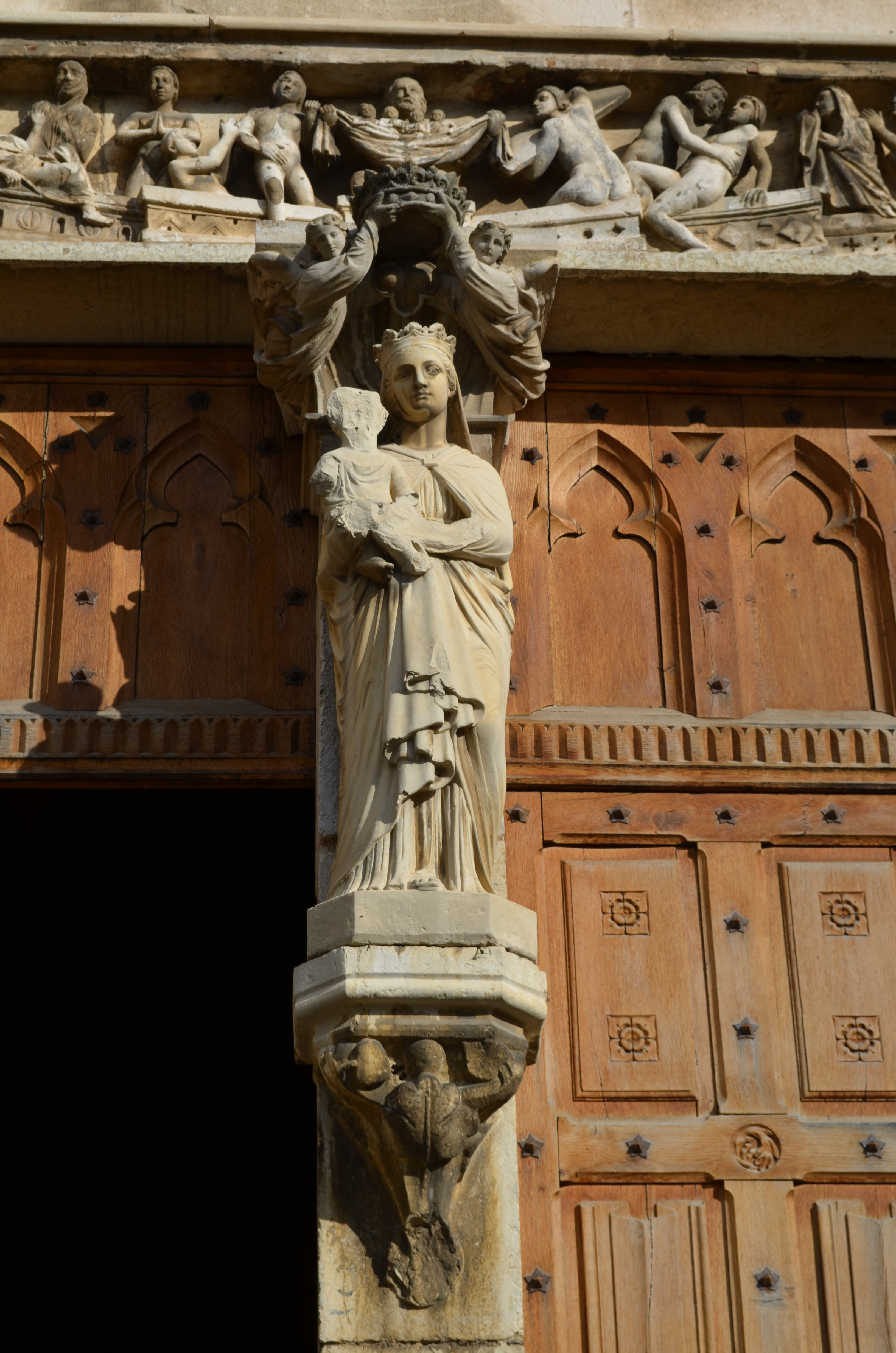
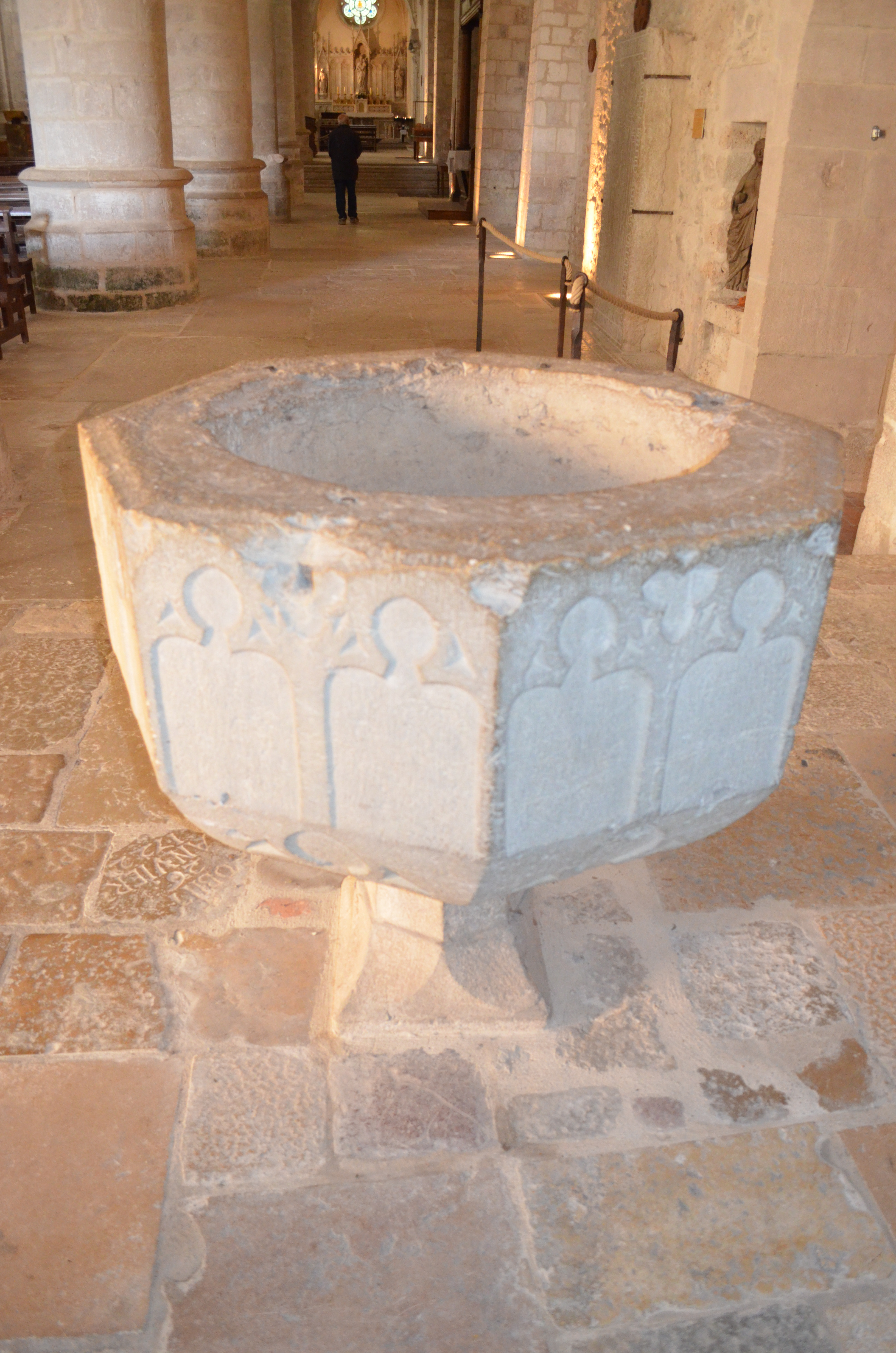
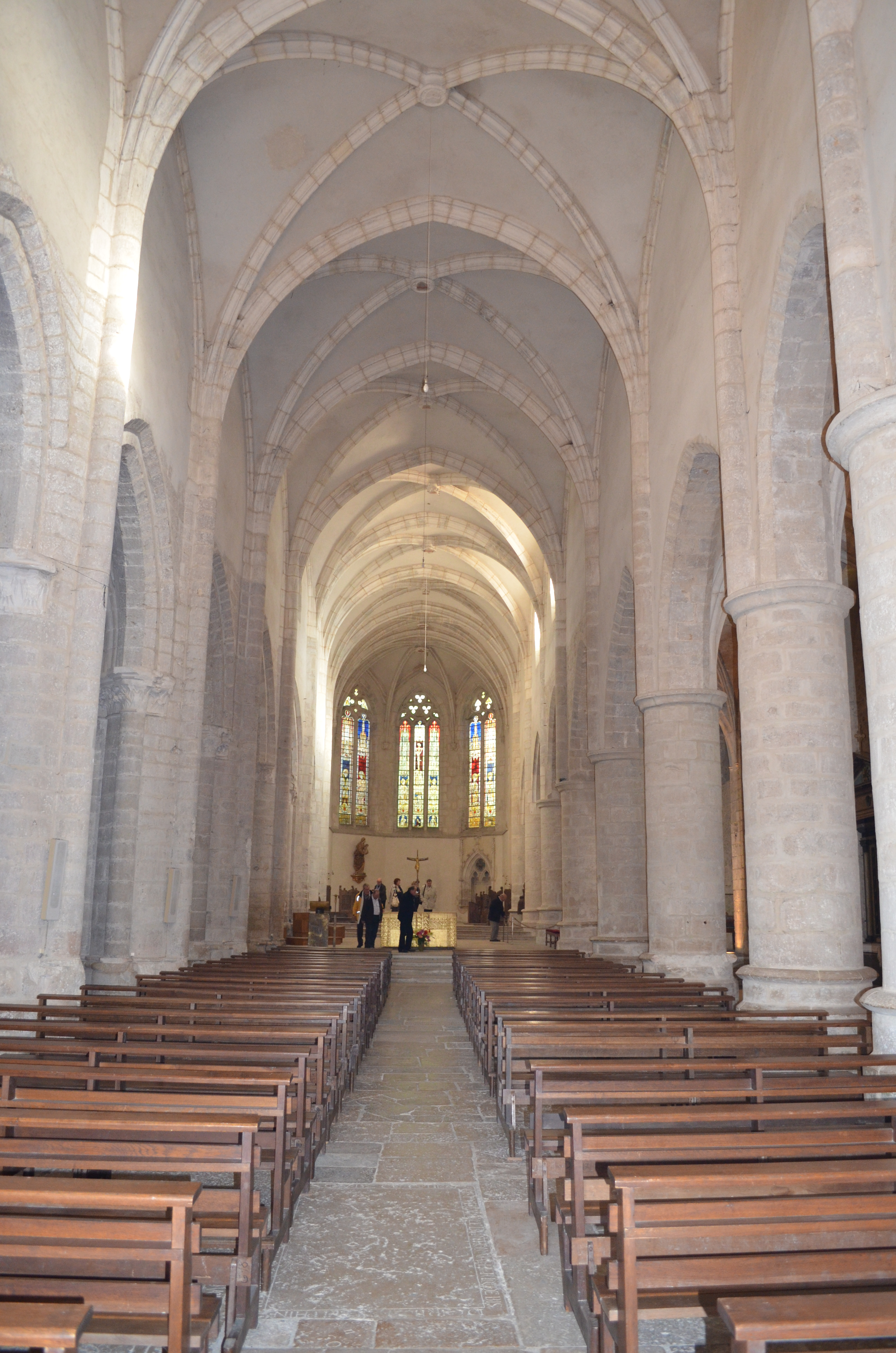
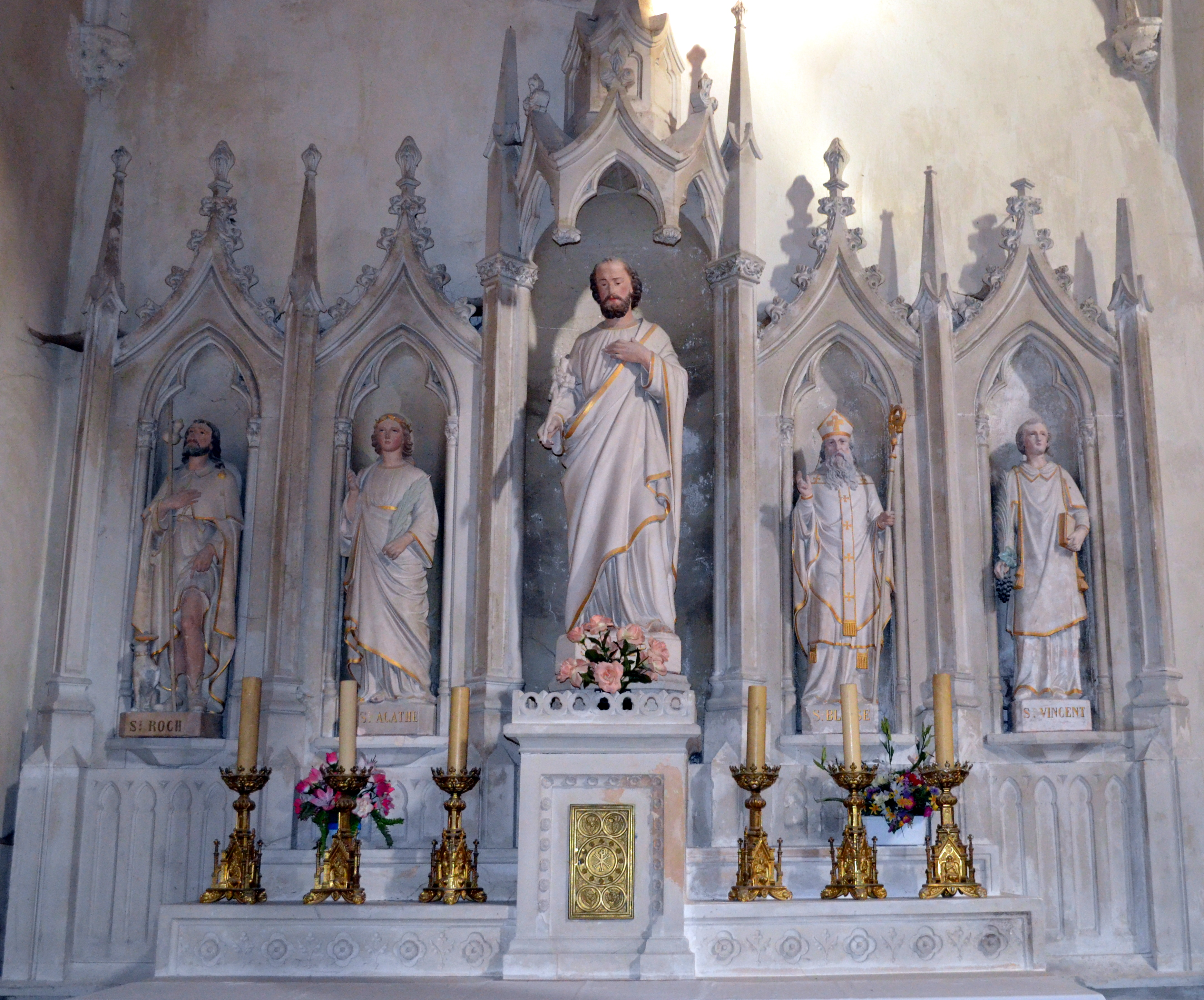
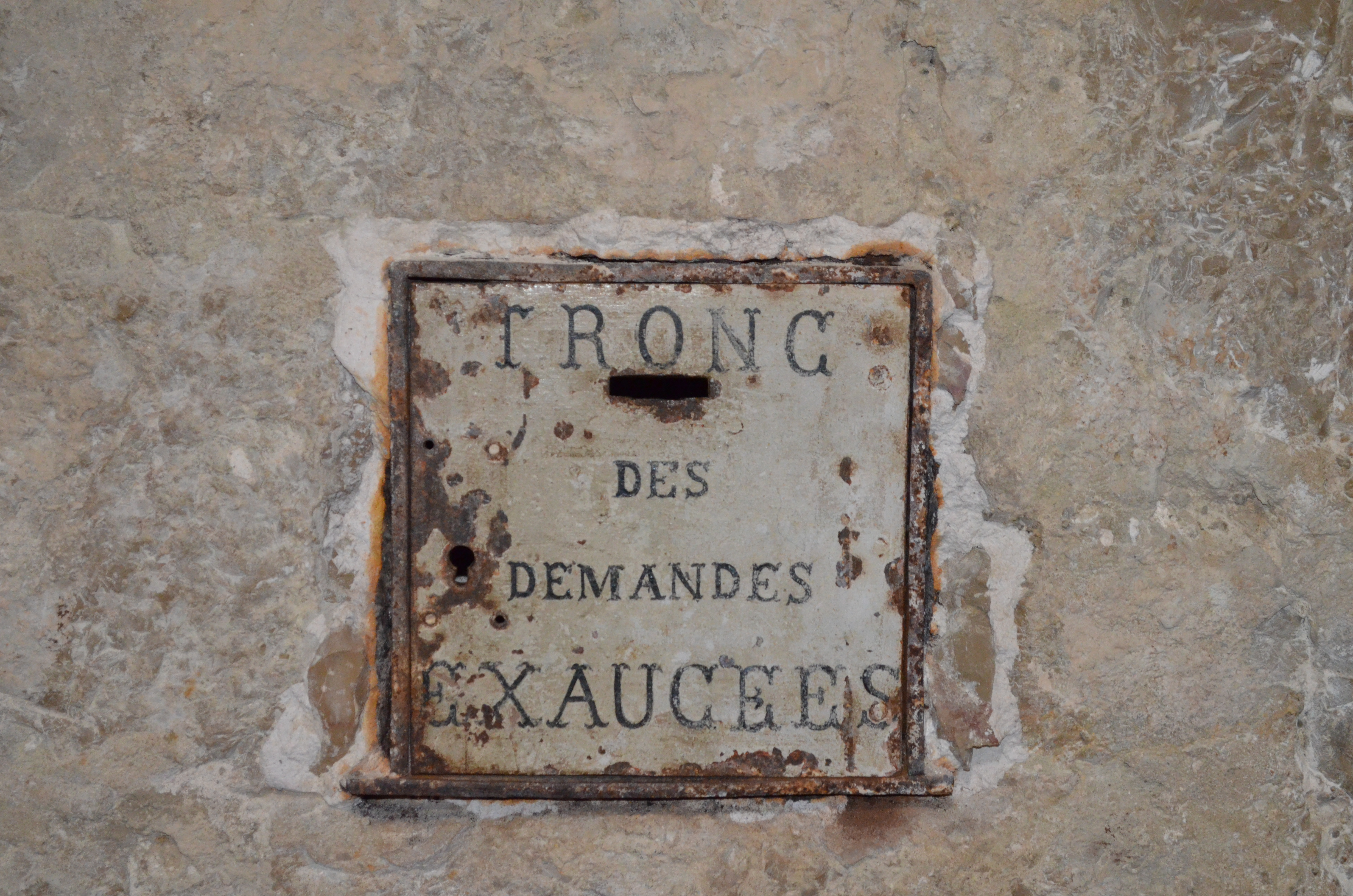